# Château du Bosc (Hérault)
Pour les articles homonymes, voir Château du Bosc.
Le château du Bosc est un édifice de style néorenaissance datant du XIXe siècle situé sur la commune française de Mudaison, dans le département de l'Hérault, en région Occitanie.
Ce monument est recensé par l'Inventaire général du patrimoine culturel français.

## Historique
La chapelle du château, antérieure à ce dernier, date de 1760. Selon l'Inventaire général du patrimoine culturel, dans lequel il est recensé, le château est une « construction du XIXe siècle imitant le style d'édifices Renaissance ».
Ce château a appartenu au trésorier de la province du Languedoc sieur Joubert (1729-1792), trésorier de la province du Languedoc, qui possédait les domaines du Bosc et de Valignac, sur lesquels prend place le bâtiment. Après 1794, la propriété et le bâtiment connaissent plusieurs propriétaires et sont divisés. En 1815, Bernard Jacques Paulin, comte de Cadolle, acquiert le domaine, qui sera transmis à ses descendants jusqu'aux années 1930. Durant cette période, le château connaît diverses réparations et restaurations, et l'une de ses galeries accueille un temps un collège-pensionnat.
La famille Fournol achète le château et met à disposition de quelques artistes peintres un espace du rez-de-chaussée de son habitation.

## Situation légale
Le château du Bosc est une propriété privée. En 2019, durant le Week-end des arts, les propriétaires ont souhaité le mettre en valeur et l’ouvrir aux visiteurs. Il fait l'objet d'un recensement à l'Inventaire général du patrimoine culturel, parmi les 46 monuments recensés dans l'Hérault en 2015.
Le décor d'élévation extérieure, les médaillons en demi-relief, le décor sculpté de façade, font également l'objet d'un recensement. Une cheminée de style troubadour aux armoiries de la famille de Cadolle est identifiée dans le séjour.

## Personnalités liées
- Le fils du député aux États généraux de 1789, Charles-Joseph de Cadolle (marquis de Durfort), Charles-Jean-Joseph de Cadolle, né le 8 mars 1807, au château de Marsillargues et mort le 30 juillet 1828 au château[7] ;
- La fille du baron Charles Joseph de Boussairolles (1797-1871)[8], Marie Cécile de Boussairolles, née en 1827 à Montpellier et décédé le 20 octobre 1863 au château[7].
- Le marquis de Cadolle décède au château le 20 janvier 1931, il est inhumé dans le caveau familial à Montpellier[9].